# Kisközség
A kisközség a községek egy jogi kategóriája volt Magyarországon 1871–1950 között.
A köznapi beszéd tágabb értelemben kisközségnek nevezi a kisebb népességű községeket más korokban is.
Az 1871. évi XVIII. törvénycikk hozta létre a jogi megkülönböztetést a kis- és nagyközségek között. Kisközségek azok a községek lettek, amelyek a számukra törvényekben előírt kötelezettségeknek önállóan nem tudtak eleget tenni, ezért körjegyzőségekben társulva vagy kivételes esetben valamely nagyközséghez beosztva látták el feladataikat. Ez nem jelentette a községi önkormányzat megszűnését, hiszen továbbra is volt választott képviselőtestületük és tisztségviselőik.
1914 végén Magyarországon (Horvát-Szlavónország nélkül) 2167 nagyközség és 10 215 kisközség volt, mely utóbbiak döntő többsége a 2704 körjegyzőség tagja volt. A nagyközségekhez beosztott kisközségek száma csekély, mintegy 100 volt csupán.
1928-ban 1069 nagyközség, 2316 kisközség és 715 körjegyzőség volt Magyarország akkori területén.